# Khayyamia
Khayyamia is een geslacht van rechtvleugeligen uit de familie veldsprinkhanen (Acrididae). De wetenschappelijke naam van dit geslacht is voor het eerst geldig gepubliceerd in 1981 door Koçak.

## Soorten
Het geslacht Khayyamia omvat de volgende soorten:
- Khayyamia mirzayani Popov, 1951
- Khayyamia subaptera Bey-Bienko, 1960